# Hiolle Industries
 (mars 2020).
Hiolle Industries est un groupe industriel français créé en 1976 spécialisée dans les services de l'industrie et la maintenance. La société possède des filiales française et étrangères spécialisées dans un domaine d'activités particulier autour des services industriels, de l'environnement et des énergies renouvelables. Le groupe est considéré comme un sous-traitant des grands donneurs d’ordre et est donc exposé aux tendances des industries de ces derniers.
Le groupe Hiolle Industries possède des filiales dans 2 pôles différents :
- Ferroviaire et Aéronautique : Maintenance, cablage, transfert industriel d’usines clés en main, usinage de précision, automatisme industriel et électronique[3] ;
- Services et Environnement : Tuyauterie, construction métallique, traitement thermique, mécanique, métallurgie ingénierie dans le traitement de l’eau.

## Histoire
Le groupe Hiolle Industries est créé en 1976 dans le Nord à Valenciennes.
En 2000, le groupe est introduit à la Bourse de Paris.
En 2007 est créée la Team Turbo Machines (département de TEAM) spécialisé dans la maintenance des turbines à vapeur, alternateurs et réducteurs.
En 2012, Hiolle Industries alors coté à la Bourse de Paris migre vers Euronext Growth.
Le 9 août 2021, Hiolle Industries annonce la cession de sa filiale spécialisée dans la maintenance de turbo-alternateurs, Team Turbo Machines (TTM), au groupe italien Fincantieri.

## Actionnaires
| Nom                            | Actions   | %     |
| Hiolle Développement SAS       | 6 119 918 | 65,0% |
| Hiolle Industries              | 248 337   | 2,64% |
| Meeschaert Asset Management SA | 167 000   | 1,77% |

Mise à jour février 2019